# Altenstadt (Oberbayern)
Altenstadt (Oberbayern) este o comună din landul Bavaria, Germania.